# Vaga de La Canadenca
La Vaga de La Canadenca fou una important vaga que es va produir durant els mesos de febrer i març de 1919 que va constituir una de les fites més rellevants de la història del moviment obrer català.

## Inici de la vaga

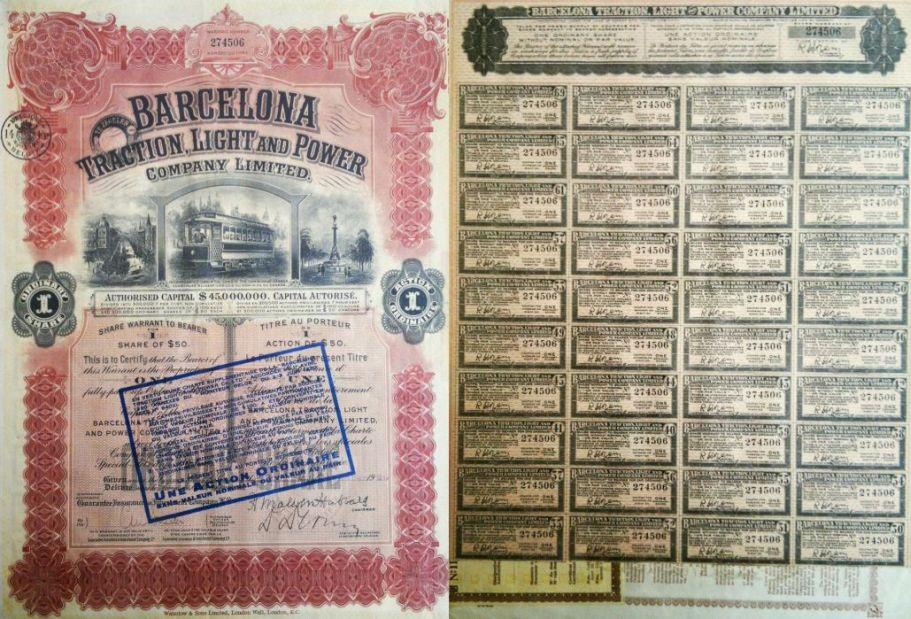
Accions de "La Canadenca."

El conflicte va començar el gener de 1919 quan l'empresa Riegos y Fuerza del Ebro, filial de la Barcelona Traction Light and Power (coneguda per «La Canadenca» per ser de capital canadenc), va introduir canvis en les condicions de treball del personal de facturació, cosa que representava una disminució dels sous. Els treballadors van demanar l'assessorament i suport del Sindicat Únic d'Aigua, Gas i Electricitat de la CNT, i aleshores la direcció de l'empresa respongué amb l'acomiadament de vuit dels treballadors afectats. El 5 de febrer, la resta del personal de facturació es va declarar en vaga de braços caiguts, en solidaritat amb els seus companys. La nova resposta de la direcció de l'empresa fou l'acomiadament de 140 treballadors de la secció de facturació, substituint-los per personal d'altres seccions.
Aleshores els treballadors del departament de Producció i Distribució es van solidaritzar amb els acomiadats, i el dia 8 de febrer la vaga era gairebé total a l'empresa. El 10 de febrer, la direcció de La Canadenca va llençar un ultimàtum als vaguistes. La tensió augmentà encara més en ser assassinat un cobrador de la companyia. El dia 21 de febrer, el Sindicat Únic d'Aigua, Gas i Electricitat de la CNT declarava la vaga a tot el sector i a les empreses participades per La Canadenca (Catalana de Gas, Ferrocarril de Sarrià a Barcelona i Societat General d'Aigües).

## Extensió a tot Barcelona i altres ciutats catalanes
Els treballadors ocupen l'empresa el dia 23, dia que és el tret de sortida per a l'extensió de la vaga de solidaritat a altres sectors de la ciutat (els primers són a les companyies del gas i les elèctriques). L'historiador Xavier Diez cita a la seva obra l'anarcosindicalista Salvador Seguí:
| « | Les apagades parcials, que al principi podien generar incomoditat, aviat esdevenen gairebé totals. I això comença a inspirar veritable terror entre la burgesia. Les nits fosques i silencioses, acompanyades d'alguns episodis violents i de la presència inquietant de treballadors desocupats i ressentits, desfermen el pànic entre les classes benestants. Molts veuen en les apagades el senyal d'insurrecció que ja s'ha viscut a Petrograd, o els recorden la por dels inquietants dies de la que van anomenar Setmana Tràgica de 1909, en què la destrucció i la crema d'edificis religiosos feu presagiar que podria passar el pitjor. | » |

Sense electricitat, el transport es paralitza. Això dificulta els proveïments i dificulta o impossibilita el treball en fàbriques, magatzems o oficines. Per a la burgesia, atemorida, la vaga, limitada en un principi, s'encomana imparablement com una infecció. La resposta del Govern Civil i la Federación Patronal davant aquesta evident pèrdua de control de la situació va consistir en redoblar la intransigència, fet que s'expressa amb l'empresonament d'entre 3.000 i 4.000 vaguistes militaritzats al «castell maleït», com anomena Joan Montseny al castell de Montjuïc. I tanmateix, la repressió atia la determinació del conjunt de les treballadores.
L'1 de març, les companyies d'aigua, gas i electricitat publicaren un ultimàtum declarant que els treballadors que no es presentessin a la feina abans del dia 6 havien de considerar-se acomiadats. Mostra d'aquesta evident impotència de les autoritats és l'establiment del que s'anomena la «censura roja». Els treballadors de les rotatives es neguen a imprimir els bans dictats des del govern militar. Tampoc no accepten informacions desfavorables als vaguistes des de la premsa conservadora.

## Conseqüències
És significativa la rellevància d'aquesta vaga, molt ben preparada tot i ser improvisada, ja que hi havia l'absència dels principals líders sindicals empresonats al buc cuirassat Pelayo al port de Barcelona.
I tot ser evident la pèrdua de control per part de les autoritats:
| « | El 6 de març decideixen acomiadar tots els vaguistes (pràcticament la majoria dels treballadors barcelonins). L'absurditat d'aquest fet implica que, entre els acomiadats, els empresonats i les actituds de cruent repressió, ja no queden interlocutors ni espais segurs per establir un marge de negociació ni un mínim de diàleg. La patronal busca una victòria absoluta i l'únic que obté és l'escenificació que ha perdut els papers, l'evidència que la seva autoritat es troba més que minvada, ja que no té pràcticament ningú a qui manar i que el seu rol és cada vegada més qüestionat, també entre els seus rengles. I que, a més, ha exhibit una gran miopia a l'hora de valorar les forces de la CNT o d'abordar els problemes amb un mínim d'objectivitat (...) El mateix Estat, el Govern i la monarquia estan més que preocupats per una possible extensió del conflicte a fora de la capital catalana. I decideixen intervenir. El cap del govern, Romanones, destitueix el governador civil i el emissari especial plenipotenciari, el subsecretari de presidència José Morote, el qual, juntament amb el nou governador civil, Carlos Montañés, obliga Lawton a acceptar la seva mediació. Així, la nit del 14 de març fa seure, a la seu de l'Institut de Reformes Socials, patronal i treballadors. Atès que el conflicte ha fet esclatar les posicions més maximalistes dels treballadors i ha convertit la mobilització particular en una mobilització general, decideix legislar unilateralment. Això fa posar punt final a la vaga. Entre les mesures immediates, allibera bona part dels presos (especialment el comitè) i dialoga amb els dirigents de la CNT, sobretot amb Salvador Seguí. I concedeix un seguit de mesures immediates. La més espectacular és l'acceptació de la jornada màxima de vuit hores (primer per al sector de la construcció i poques setmanes després, al mes d'abril, per a tots els treballadors espanyols, amb la qual cosa Espanya esdevé el primer estat que assoleix per llei aquesta fita). També es decreten increments salarials, la readmissió dels acomiadaments, l'alliberament dels presos i l'acceptació de la capacitat legal de negociació dels sindicats. | » |

Les xemeneies de La Canadenca van continuar traient fum fins als anys 80 i, malgrat que van deixar de funcionar, encara avui dia són un símbol del Poble-sec.

### Assoliments del treballadors
En resum, s'aconseguiren les següents fites:
- Acceptació de la jornada laboral màxima de vuit hores.
- Alliberament de la majoria dels presos.
- Increments salarials significatius.
- Capacitat legal de negociació dels sindicats.
- Readmissió dels acomiadats vaguistes per part de l'empresa elèctrica (pràcticament la majoria dels treballadors barcelonins).